# Dražice (district de Rimavská Sobota)
Pour les articles homonymes, voir Dražice.
Dražice (en hongrois : Perjése) est un village du district de Rimavská Sobota, dans la région de Banská Bystrica, en Slovaquie.

## Histoire
La première mention écrite du village date de 1323.
La localité fut annexée par la Hongrie après le premier arbitrage de Vienne le 2 novembre 1938. En 1938, on comptait 338 habitants dont 5 d'origine juive. Elle faisait partie du district de Rimavská Sobota (hongrois : Rimaszombati járás). Le nom de la localité avant la Seconde Guerre mondiale était Dražice/Perjése. Durant la période 1938 - 1945, le nom hongrois Perjése était d'usage. À la libération, la commune a été réintégrée dans la Tchécoslovaquie reconstituée.

## Démographie

### Évolution de la population
| Année:               | 1994. | 2004.    | 2014.    | 2024.   |
| -------------------- | ----- | -------- | -------- | ------- |
| Nombre de personnes: | 178   | 226      | 272      | 248     |
| Différence:          |       | +26,96 % | +20,35 % | -8,82 % |

| Année:               | 2023. | 2024.   |
| -------------------- | ----- | ------- |
| Nombre de personnes: | 254   | 248     |
| Différence:          |       | -2,36 % |